# Shigeru Kobayashi
 (octobre 2021).
Si vous disposez d'ouvrages ou d'articles de référence ou si vous connaissez des sites web de qualité traitant du thème abordé ici, merci de compléter l'article en donnant les références utiles à sa vérifiabilité et en les liant à la section « Notes et références ».
Shigeru Kobayashi (小林 繁, Kobayashi Shigeru, 14 novembre 1952 - 17 janvier 2010) est un lanceur de baseball japonais.
Il a joué pour les Yomiuri Giants et les Hanshin Tigers du Nippon Professional Baseball. Kobayashi a été entraîneur de deux autres équipes de NPB, les Osaka Kintetsu Buffaloes et les Hokkaido Nippon-Ham Fighters, et a également passé une saison dans la Korea Baseball Organization en tant qu'entraîneur des SK Wyverns.
Il est décédé d'une insuffisance cardiaque en 2010 à l'âge de 57 ans.